# 安吉古城遗址
递铺城址位于浙江省安吉县安城镇西北5公里的古城村。古城平面呈方形，面积约0.33平方公里。目前保存有夯筑城墙的遗址，残高5到9米。2006年5月25日，列入第六批全国重点文物保护单位。2013年6月9日，浙江省文物局公布其为第一批省级考古遗址公园